# Kommunistische Partij van België (maoïsme)
De Kommunistische Partij van België (KP), in het Frans Parti Communiste de Belgique (PC), was een Belgische Peking-gezinde communistische politieke partij. In Wallonië was de partij ook actief onder de naam Parti Communiste Wallon (PCW).

## Geschiedenis
Deze marxistisch-leninistische partij werd opgericht in 1963 en was ontstaan als een afsplitsing van de Kommunistische Partij van België (KPB) rond Jacques Grippa die in november 1962 uit de KPB was gezet. Dit was het gevolg van het ideologisch conflict tussen de Sovjet-gezinde en de Peking-gezinde stroming binnen de partij, waarbij Grippa de zijde van Mao koos. Het werd de eerste maoïstische partij in Europa en behaalde bijna een verkozene in Brussel. Na aanvankelijk succes verdween de partij in de marge. De partij nam voor het laatst deel aan wetgevende verkiezingen van 1968, in zes arrondissementen.
Op haar beurt scheurde in november 1967 de Parti Communiste Marxiste Léniniste de Belgique (PCMLB), die het blad Clarté uitgaven, zich af van de beweging rond Grippa. In 1973 fusioneerde de partij opnieuw met de PCMLB. In 1976 lanceerden oud-militanten van de PCB een nieuwe partij, de Parti communiste révolutionnaire (PCR). De PCMLB werd midden jaren tachtig omgevormd tot de Parti Communiste pour l'Unité Progressiste (PCUP).
Daarnaast waren er nog de Union des Communistes Marxistes-Léninistes de Belgique  (UCMLB) en nog een andere groep die het blad L'Exploité uitgaf.